# Castanopsis undulatifolia
Castanopsis undulatifolia är en bokväxtart som beskrevs av G.A.Fu. Castanopsis undulatifolia ingår i släktet Castanopsis och familjen bokväxter.
Artens utbredningsområde är Hainan (Kina). Inga underarter finns listade.